# IC 616/2
IC 616/2 је галаксија у сазвијежђу Лав која се налази на листи објеката дубоког неба у Индекс каталогу.
Деклинација објекта је + 15° 50' 43" а ректасцензија 10h 32m 47,2s. Привидна величина (магнитуда) објекта IC 616 износи 16,0 а фотографска магнитуда 17,0. IC 6162 је још познат и под ознакама NPM1G +16.0223, PGC 3090487.